# 安东宁·弗拉尼茨基
安东宁·弗拉尼茨基（捷克語：Antonín Vranický，1761年6月13日—1820年8月6日），波西米亚作曲家。帕维尔·弗拉尼茨基之弟。他的作品几乎都是室内乐。

## 作品集（有殘缺）

### 帶作品號
- Op. 1 三首弦樂四重奏。1803年左右面世。
- Op. 2 三首弦樂四重奏 ( C, F 及 B♭)。 1790年左右於維也納面世。
- Op. 4 三首弦樂四重奏。
- Op. 5 六首弦樂四重奏。1800年左右面世。
- Op. 6 小提琴奏鳴曲，男低音伴奏。
- Op. 7 雙小提琴變奏曲。1807年面世。
- Op. 8 弦樂五重奏（配有兩把大提琴）。
- Op. 9 雙小提琴二重奏。1807年面世。
- Op. 10 為一把小提琴、兩把中提琴、兩把大提琴所作的弦樂五重奏。1803年面世。
- Op. 11 C大調 (第七?) 小提琴協奏曲。1804年面世。
- Op. 20 三首雙小提琴二重奏。
- Op. 56 兩首小提琴奏鳴曲，男低音伴奏。

### 可能無作品號
- "Musique du carrousel éxécuté par la noblesse de Vienne"  (約於1803年面世)
- 二十首雙小提琴變奏曲 (於1791年面世)
- 為五把中提琴或四把中提琴及一把巴松管所創作的F大調卡薩欣
- C大調小提琴及大提琴重奏
- G大調大調小提琴及大提琴重奏
- 交響樂系列：
  - C大調交響曲
  - D大調交響曲
  - C大調交響曲（1796年面世）
- 為兩支單簧管及一把英國號創作的C大調三重奏
- 為四支長笛創作的D大調奏鳴曲
- 為小提琴、中提琴、法國號創作的降E大調三重奏
- A 和 B♭ 小提琴協奏曲
- B♭ 小提琴協奏曲
- D大調大提琴協奏曲
- C大調雙中提琴協奏曲
- 小提琴與大提琴協奏曲  [1]
- 為一支長笛、一支雙簧管、一把小提琴、兩把中提琴、一把大提琴創作的六重奏
- XII variazioni per il violino solo supra la canzonetta Ich bin liederlich du bist liederlich (1798年面世)
- 至少有六首弦樂四重協奏曲可能未標號
- E♭ 彌撒曲
- 可能有一首受海頓影響而創作的F大調管樂八重奏（木管及法國號）
- 為一支雙簧管、一把小提琴、一把中提琴、一把大提琴、一把低音提琴創作的G小調五重奏